# Mydaea maculiventris
Mydaea maculiventris är en tvåvingeart som först beskrevs av Zetterstedt 1846.  Mydaea maculiventris ingår i släktet Mydaea och familjen husflugor. Arten är reproducerande i Sverige. Inga underarter finns listade i Catalogue of Life.